# Josh Kirby
Ronald William "Josh" Kirby (27 de noviembre de 1928 – 23 de octubre de 2001) fue un artista gráfico, nacido en Waterloo, en las afueras de Liverpool, Merseyside, Inglaterra.
Josh Kirby estudió en la Escuela de Arte de la ciudad de Liverpool, donde adquirió el apodo de “Josh”, ya que su trabajo era comparable con el de Sir Joshua Reynolds. A partir de ahí, Kirby rara vez fue llamado por su verdadero nombre.

Se graduó después de seis años, su primer trabajo fue para un estudio de arte cinematográfico, pintando retratos de estrellas de cine para carteles publicitarios utilizados en el metro de Londres. Alrededor de 1955 comenzó a producir obras de arte para portadas de libros que van desde los westerns a novelas policiales de no ficción, así como portadas para revistas de ciencia ficción.

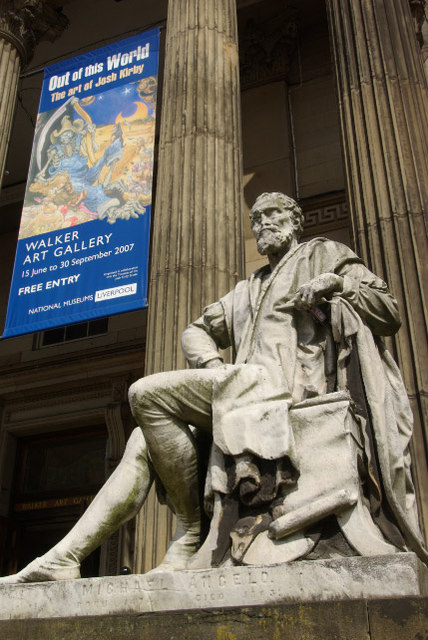
Entrada principal de la Galería "Walker Art Gallery", Liverpool; durante la exposición de Josh Kirby

Kirby pintaba carteles de películas, portadas de libros y revistas, creando un total de más de 400 pinturas; su preferencia era para las obras de ciencia ficción (por ejemplo, novelas de Robert Silverberg y propias como “the Voyage of the Ayeguy”); su trabajo más conocido fue en las portadas de la serie “Mundodisco” de Terry Pratchett.
A finales de 1980 ya tenía un nombre establecido en el arte de la fantasía, cuando la editorial "Corgi Books" le encarga la portada del libro El color de la magia - un trabajo que Josh pensó sería por única vez. Finalmente Josh y Mundodisco se hicieron inseparables, fue el encargado de producir las portadas de todos los libros del Mundodisco publicados hasta su muerte, más de 25 cubiertas en total. Desde la muerte de Kirby en octubre de 2001, las portadas están ilustradas por Paul Kidby.
Terry Pratchett dijo sobre Kirby: "Yo solo inventé el Mundodisco. Josh lo creó."
En 1991, la editorial independiente “Paper Tiger Books” publicó un álbum gráfico de una selección de trabajos comerciales y privados de Kirby, titulado “In the Garden of Unearthly Delights” (una referencia a la pintura de Hieronymus Bosch “The Garden of Earthly Delights” o “El jardín de las delicias”). Esto fue seguido en 1999 por otro álbum gráfico titulado “A Cosmic Cornucopia”, que incluye un extenso texto de David Langford y dos capítulos dedicados a su trabajo para la serie “Mundodisco” de Terry Pratchett.
También fue el autor de los carteles de películas como “Life of Brian” de los Monty Python, y "Star Wars Episodio VI: El Retorno del Jedi". Además de algún que otro libro para el juego de rol “Warhammer”.
La galería de arte “Walker Art Gallery” de Liverpool, realizó una exhibición en el año 2007 titulada “Out of this World: the art of Josh Kirby” en donde se expuso una selección de las obras más representativas de Kirby.
Josh Kirby murió el 23 de octubre de 2001 a la edad de 72 años, por causas naturales, en su casa en Shelfanger cerca de Diss, en Norfolk (Inglaterra).
Estaba pintando una nueva adición a su obra maestra “the Voyage of the Ayeguy” antes de morir.